# Assedio di Crema
L'assedio di Crema fu un episodio militare avvenuto tra il luglio 1159 e il gennaio 1160 che vide contrapposti l'esercito dell'imperatore Federico I Barbarossa e degli alleati italiani alle milizie cremasche e milanesi.

## Crema nel XII secolo

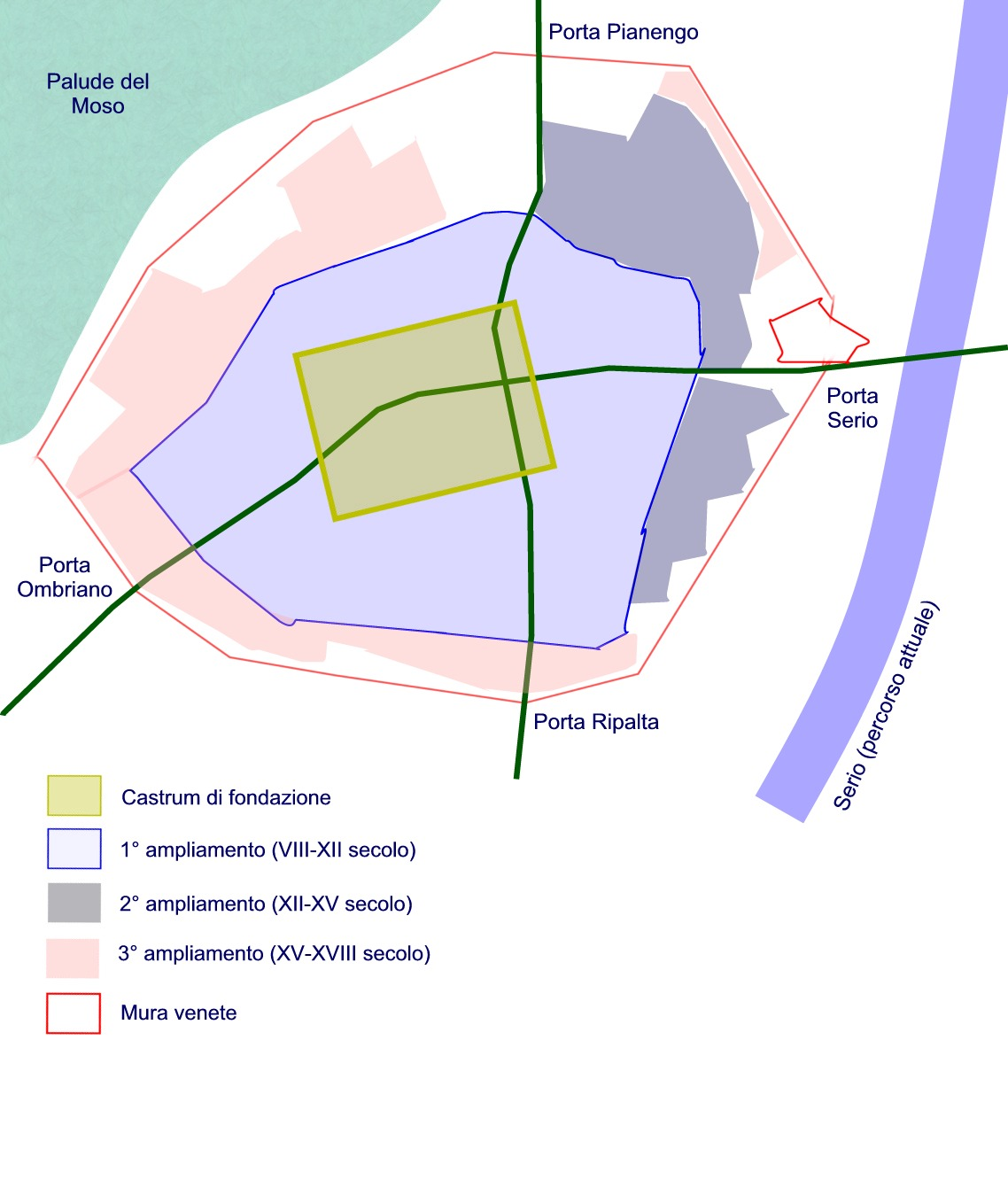
Evoluzione urbanistica di Crema

La città aveva un centro storico più piccolo di quanto non lo sia ora. Sorta su un dosso ai margini orientali dell'Isola Fulcheria, la città, come racconta lo storico Rahewino al seguito dell'imperatore, nel XII secolo appariva circondata da duplice alta muraglia con profonde fosse colme d'acqua. Certamente era una città che non soffriva di approvvigionamento idrico: numerosi dovevano essere i pozzi scavati all'interno dell'abitato. Inoltre era ben difesa da uno spazio paludoso, da individuarsi nell'area del Moso, che in caso d'assedio avrebbe permesso di sfruttare percorsi misti terra-acqua – noti solo ai locali – e provvedere quindi alle scorte alimentari.

## Antefatti
Federico I Barbarossa stava attuando un disegno politico che aveva lo scopo di instaurare il potere imperiale a sfavore delle autonomie dei comuni. In tale contesto si introduce la secolare diatriba tra Crema e Cremona, le cui cause, forse, sono da rilevarsi nelle disattenzioni di Crema di fronte ai diritti e ai privilegi che i vescovi di Cremona avevano su parte dell'Isola Fulcheria. Si tenga inoltre presente che l'alleanza tra Crema e Milano era vista come l'estendersi del predominio della metropoli verso Cremona, e come un pericoloso avanzare dell'influenza di Milano verso il Po.

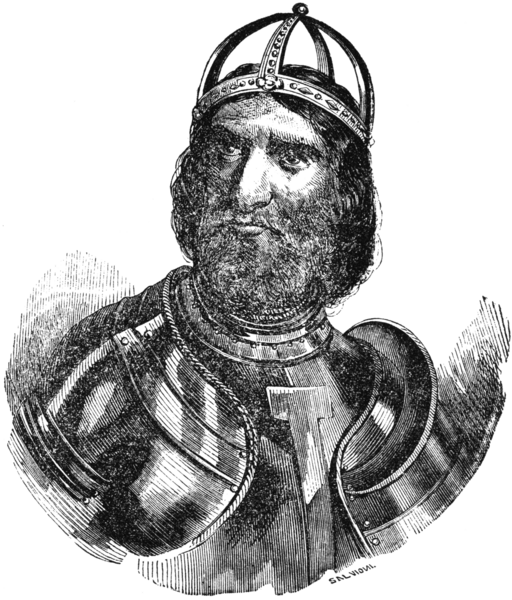
Ritratto ottocentesco di Federico I Barbarossa.

Crema rappresentava una "testa di ponte" verso il sud della Lombardia ed una minaccia troppo grande per tutte quelle città che basavano la loro economia sui traffici commerciali lungo il fiume Po; così a partire dall'anno 1098 la fortezza di Crema fu utilizzata per il primo di una serie di battaglie contro Cremona che aveva la sua giurisdizione sull'Insula Fulcheria grazie ad una concessione dell'imperatore Enrico III (1055) successivamente rinnovata da Matilde di Canossa (1098). Ecco quindi l'idea di rivolgersi a Federico I, la cui discesa in Italia aveva lo scopo di attuare il suo programma contro le spinte autonomistiche e le ribellioni dei comuni: un'occasione troppo grande per Cremona per progettare un assedio nei confronti della città cremasca.
In un incontro avvenuto nell'inverno 1159 a Casale Monferrato, i cremonesi riuscirono a convincere l'imperatore a muovere l'esercito verso Crema: una sconfitta sarebbe stata monito per Milano, assai ribelle nei confronti del monarca teutonico. Inoltre i cremonesi offrirono a Federico I 15 000 marche d'argento. Il 2 febbraio 1159, l'imperatore inviò a Crema alcuni delegati per consegnare l'ingiunzione a distruggere le mura e colmare le fosse. L'ingiunzione, similmente a quanto accaduto a Milano meno di un mese prima, fu respinta e vi fu un tentativo di linciaggio nei confronti degli ambasciatori dell'imperatore.

## Assedio

### Preparazione
Il 2 luglio i cremonesi, al seguito del vescovo Oberto da Dovara, presero posizione ai limiti delle fosse di fronte a porta Ripalta. Nei giorni a seguire arrivarono gli altri contingenti: le truppe dell'imperatore si stanziarono tra porta Serio e porta Ripalta; le truppe guidate dal cugino dell'imperatore, il duca Corrado, si posizionarono di fronte a Porta Ombriano; il duca Federico IV di Svevia prese posizione tra porta Ombriano e porta Pianengo. Le truppe pavesi coprirono l'ultimo tratto, tra porta Pianengo e porta Serio; infine, giunse il duca Guelfo I di Toscana che si schierò davanti a porta Serio, cosicché Federico spostò le sue truppe tra porta Ripalta e porta Ombriano con in mezzo il grande castello.

### Svolgimento

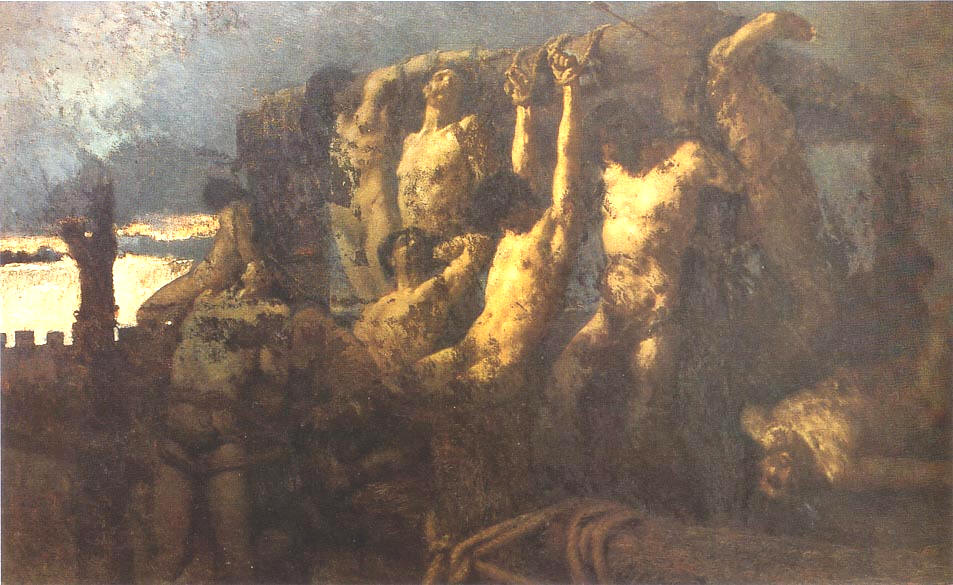
Gli ostaggi di Crema, dipinto di Gaetano Previati del 1879 (Museo civico di Crema e del Cremasco)

Le operazioni di posizionamento terminarono definitivamente nell'ottobre 1159, ma già prima si erano avuti scontri: durante una sortita alcuni cremaschi tentarono con un effetto sorpresa di bruciare il mangano, ma trovarono pronte le sentinelle di difesa che ingaggiarono una dura lotta. Quattro cremaschi furono catturati: ad uno fu mozzato il capo, ad un secondo staccarono i piedi, ad un terzo tagliarono le braccia, il quarto fu ferito mortalmente. Altri per sfuggire a simili sevizie tentarono la fuga nelle fosse ma perirono annegati.
Questo fu l'episodio che convinse l'imperatore a iniziare l'attacco: dopo un primo tentativo, non andato a buon fine, di colmare parte della fossa per portare i macchinari in prossimità delle mura, Federico ottenne entusiasticamente dai lodigiani di avere tutto il materiale (botti, fascine, legna e quant'altro di utile) per riempire il fossato.
Nel mese di dicembre la via era pronta e i germanici iniziarono a muovere il gatto seguito dalla torre d'assedio, ma il continuo lancio di pietre da parte dei mangani dei difensori ne bloccò l'avanzata. Qui si inserisce l'episodio più noto e tragico: dopo aver coperto la torre con cuoi e panni bagnati l'imperatore fece appendere, letteralmente, alcuni ostaggi cremaschi e milanesi. Pensava in tal modo che gli assedianti avrebbero desistito dal lancio di pietre per non ferirli. Ma i cremaschi, forse incitati dagli stessi ostaggi, continuarono a colpire la torre che fu costretta ad arretrare. Molti ostaggi perirono e la cronaca di Ottone Morena, che seguiva l'assedio, ne ricorda alcuni nomi: tra i milanesi Codemalo di Pusterla, Anrico di Landriano, e altri due. Fra i Cremaschi Presbitero di Calusco, Trotto di Bonate, Aymo di Galliosso e altri due. Ad Alberto Russo di Crema furono spezzate le gambe, a Giovanni Garesi ruppero un braccio. Il Morena ricorda anche i nomi dei sopravvissuti: Negro Grasso, Squarzaparte di Businate, Ugo Crusta e molti altri di Milano; e inoltre i cremaschi Giovanni Garesi, Arderico Bianco, Alberto Rufo, Sozone Berondi e molti altri.
Il gatto, tuttavia, poté avanzare e permise di azionare l'ariete che operò uno squarcio nelle mura. Il 6 gennaio anche la torre riprese lentamente il suo cammino e a nulla valsero i lanci di barili incendiari da parte dei cremaschi. Da parte degli assedianti la copertura di arcieri e balestranti mise in serie difficoltà gli assediati e qui avvenne l'episodio chiave dell'intero assedio: il tradimento di Marchese (o Marchisio) l'ingegnere militare che aveva costruito le macchine da guerra cremasche. Ignoti sono i motivi e le modalità di questo episodio, ma una volta passato al nemico progettò un ponte e una nuova macchina d'assedio, che assieme alla già citata torre, poté avanzare sul tratto di fossato ormai già colmato.
Il 21 gennaio avvenne l'attacco finale; un grande ponte di 40 braccia per 6 (circa 24 per 3,6 metri) fu appoggiato alle mura ed un altro più piccolo partiva dalla torre mobile. Pur mancando il coordinamento tra i due ponti con qualche difficoltà degli assedianti, molti dei quali vennero annientati, le truppe imperiali riuscirono comunque a salire sulle mura. La città fu così sotto il tiro delle balestre e degli archi e non poté più sopravvivere in tali condizioni: il 25 gennaio avvenne la resa.

## Conseguenze
Sottoscritta da cremaschi, milanesi e bresciani la decisione della resa, iniziò l'esodo degli occupati, probabilmente circa 20 000 persone, che dovettero uscire con il poco che potevano portare con sé; successivamente le truppe incendiarono la città e demolirono ciò che ne rimaneva, incluse le chiese. Un editto stipulato dallo stesso imperatore nel 1162 a Lodi ne vietava la ricostruzione.
Tuttavia nonostante le reciproche diffidenze, i comuni riuscivano finalmente a organizzarsi nella Lega Lombarda (1167) che nel 1176 otteneva una decisiva vittoria sulle truppe imperiali nella battaglia di Legnano.
Dopo la pace di Costanza (1183) l'imperatore sanciva la legittimità della Lega e i comuni riuscivano a riottenere gran parte della loro autonomia e se ne avvantaggiava Milano e assieme a questa il comune di Crema, suo fedele alleato: l'editto di Lodi veniva revocato e i cremaschi potevano finalmente ricostruire la loro città.
Iniziava anche un tentativo di normalizzazione dei rapporti con la città di Cremona, fino a giungere ad un primo, storico accordo avvenuto nel 1202 nei dintorni del Santuario della Beata Vergine del Marzale. Ancora oggi questi rapporti non sono idilliaci.